# Agrippina Volkonskaja
Agrippina Volkonskaja, född (ryska: Аграфена Петровна Бестужева-Рюмина: Agrafena Petrovna Bestuzjeva-Rjumina) okänt år, död 1732, var en politiskt aktiv rysk hovfunktionär.
Hennes föräldrar var Pjotr Bestuzjev-Rjumin (1664–1743) och Jevdokia Ivanovna, ogift Talyzina (d. 1732), hennes bröder var Michail Petrovitj Bestuzjev-Rjumin och Aleksej Bestuzjev-Rjumin. Hon var gift med knjaz Nikita Fjodorovitj Volkonskij (1690–1740).
Hon var överhovmästarinna till kejsarinnan Katarina I. Hon är känd som deltagare i ett flertal politiska intriger. År 1727 var hon centralfigur i en hov-kamarilla och stod bakom en komplott med syfte att störta Aleksandr Mensjikov. Komplotten slog dock fel, och hon förvisades från hovet och sändes i exil. 